# Johannes Georg Bednorz
Johannes Georg Bednorz (n. 16 mai 1950, Neuenkirchen, Renania de Nord-Westfalia, RFG) este un fizician german, laureat al Premiului Nobel pentru Fizică, în 1987, împreună cu Karl Alexander Müller, pentru reușitele lor în descoperirea proprietăților de supraconductibilitate în materialele ceramice.